# Oak Ridge North
Oak Ridge North est une ville située au sud du comté de Montgomery, au Texas, aux États-Unis,.

## Démographie
Lors du recensement de 2010, la ville comptait une population de 3 049 habitants. Elle est estimée, en 2016, à 3 167 habitants.

### Source de la traduction
- (en) Cet article est partiellement ou en totalité issu de l’article de Wikipédia en anglais intitulé « Oak Ridge North, Texas » (voir la liste des auteurs).